# Landschaftsschutzgebiet Offenland um Brabecke
Das Landschaftsschutzgebiet Offenland um Brabecke mit 152,3 ha Größe liegt im Stadtgebiet von Schmallenberg. Das Gebiet wurde 2008 vom Kreistag des Hochsauerlandkreises mit dem Landschaftsplan Schmallenberg Südost als Landschaftsschutzgebiet (LSG) vom Typ B, Ortsrandlage, Landschaftscharakter ausgewiesen. 

## Beschreibung
Das LSG besteht aus vier Teilflächen. Das LSG reicht bis an die Häuser von Brabecke (Schmallenberg). Es handelt sich um die Offenlandbereiche mit Grünland und Äckern um Brabecke.

## Schutzzweck
Die Ausweisung erfolgte zur Sicherung der Vielfalt und Eigenart der Landschaft im Nahbereich der Ortslagen und der alten landwirtschaftlichen Vorranggebiete durch Offenhaltung.

## Rechtliche Vorschriften
Das Landschaftsschutzgebiet Offenland um Brabecke wurde als eines von 71 Landschaftsschutzgebieten vom Typ B, Ortsrandlage, Landschaftscharakter im Stadtgebiet von Schmallenberg, ausgewiesen. Wie in den anderen Landschaftsschutzgebieten vom Typ B in Schmallenberg besteht im LSG ein Verbot Erstaufforstung und eine Anlage von Weihnachtsbaum-, Schmuckreisig- und Baumschul-Kulturen anzulegen. Im Stadtgebiet Schmallenberg gibt es auch zwei Landschaftsschutzgebiete vom Typ A (Allgemeiner Landschaftsschutz) und 58 Landschaftsschutzgebiete vom Typ C (Wiesentäler und bedeutsames Extensivgrünland) mit anderen Auflagen. Wie in allen Landschaftsplangebieten vom Typ B im Stadtgebiet von Schmallenberg besteht das Gebot das LSG durch landwirtschaftliche Nutzung oder durch Pflegemaßnahmen von einer Bewaldung freizuhalten.